# Морельсе, Паулюс
Па́улюс Я́нсон Море́льсе (нидерл. Paulus Janszoon Moreelse; 1571, Утрехт — 6 марта 1638, Утрехт) — нидерландский художник эпохи барокко.

## Жизнь и творчество
П. Морельсе учился живописи в мастерской художника Михиля ван Миревелда. В 1596 году совершил путешествие в Италию, по возвращении из которого в 1602 году занимался преимущественно портретной живописью — писал портреты представителей аристократических и зажиточных торговых семей Нидерландов, а также своих коллег-художников. Участвовал в организации гильдии Св. Луки (художников) в Утрехте и был её первым председателем. После 1620 года создавал в основном исторические полотна, а также картины на религиозные и мифологические темы. Кроме живописи, занимался также архитектурой (спроектировал Екатерининские ворота в Утрехте) и политикой (был членом Городского совета). Один из основателей Утрехтского университета. Работы П. Морельсе уже в годы его творчества пользовались большим спросом среди коллекционеров.
Ученик Паулюса Морельсе — Дирк ван Бабюрен, известный утрехтский караваджист. Сын художника, Иоганн Морельсе, также был известным живописцем.

## Галерея

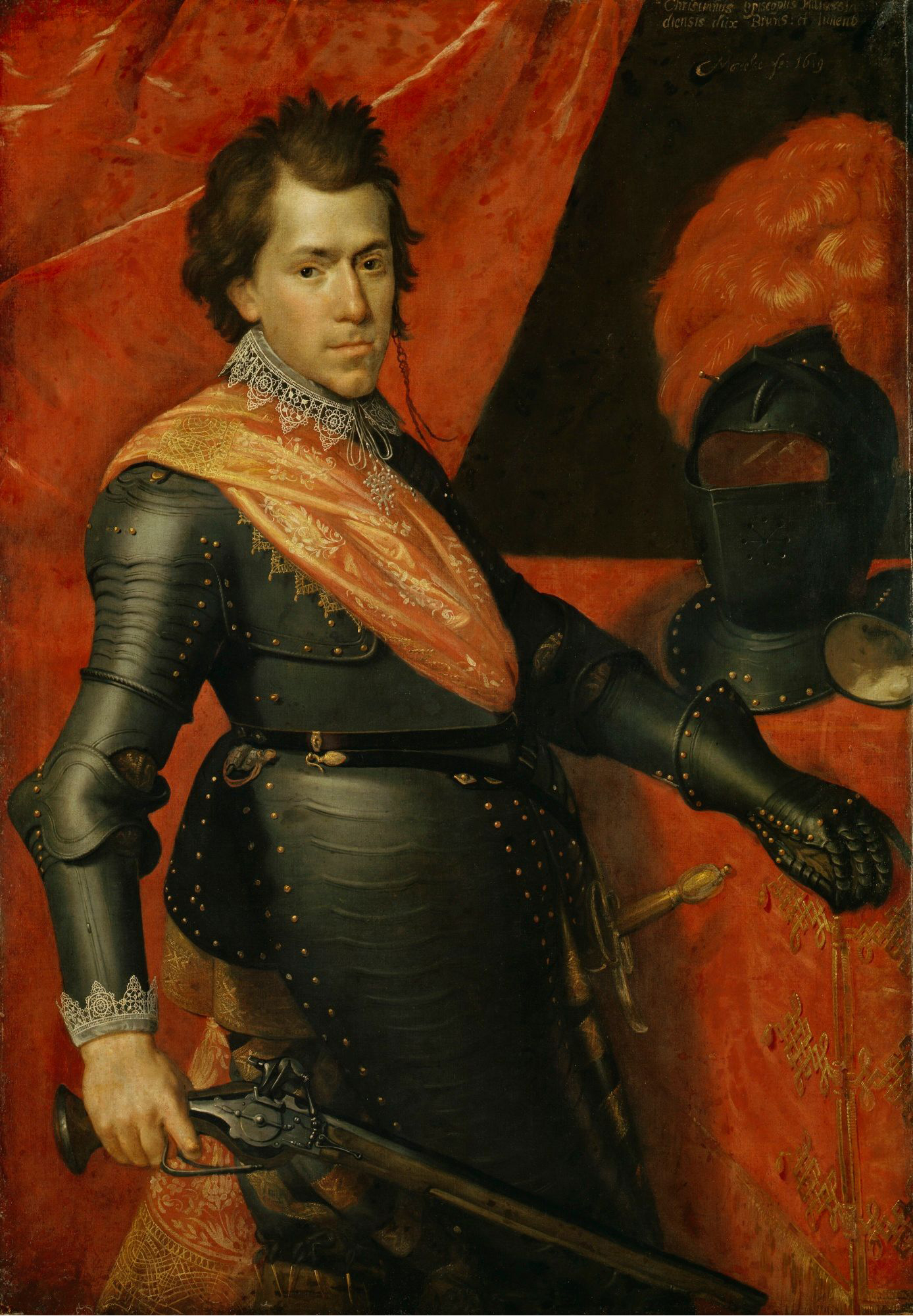
Портрет герцога Кристиана фон Брауншвейг-Вольфенбюттель (1619)
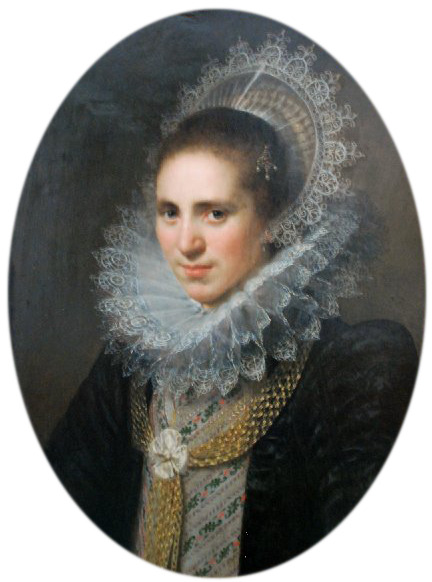
Портрет молодой женщины (1615)
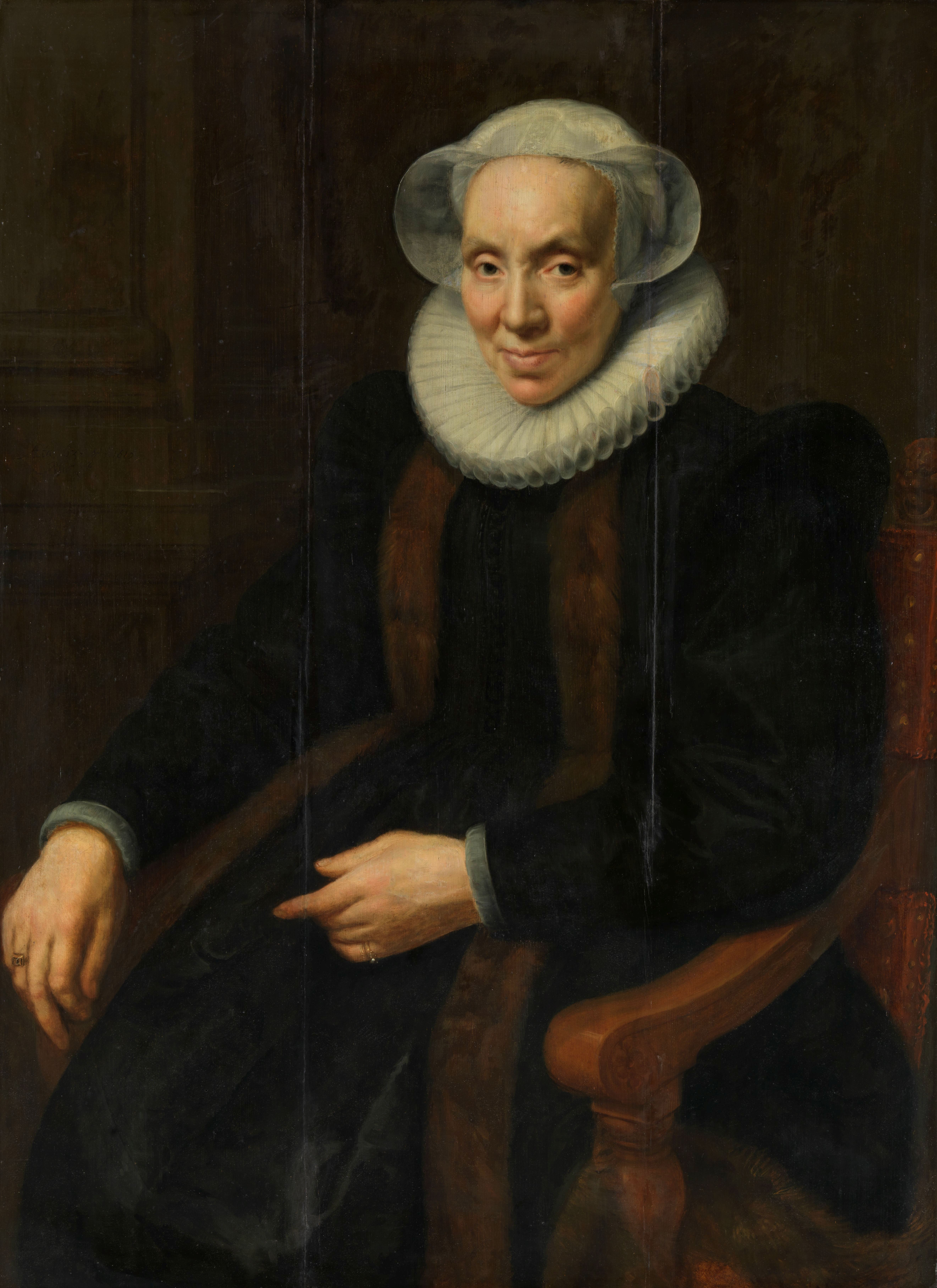
Портрет Марии Утрехтской, жены Яна ван Олденбарневельта, (1615)
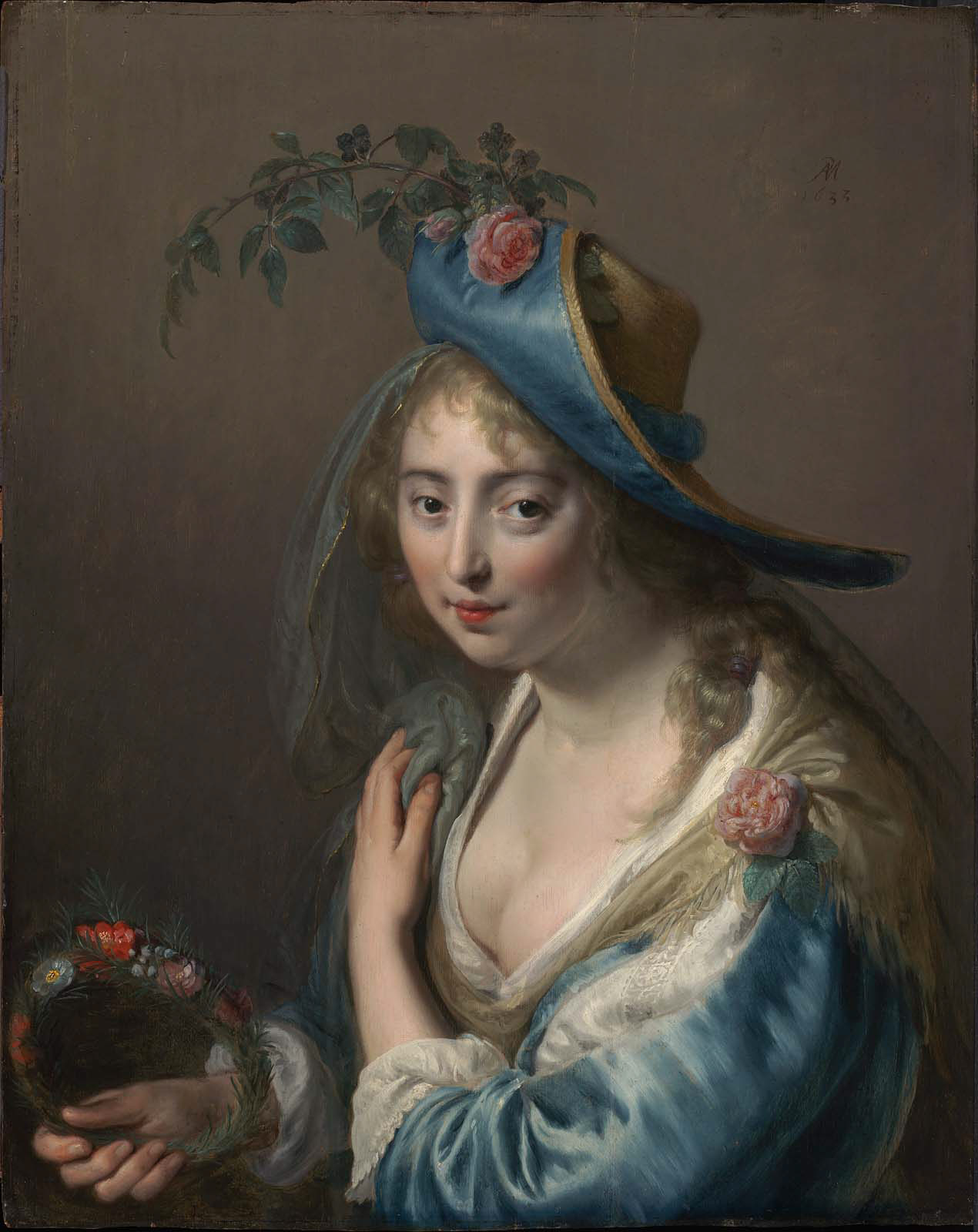
Мифологический портрет
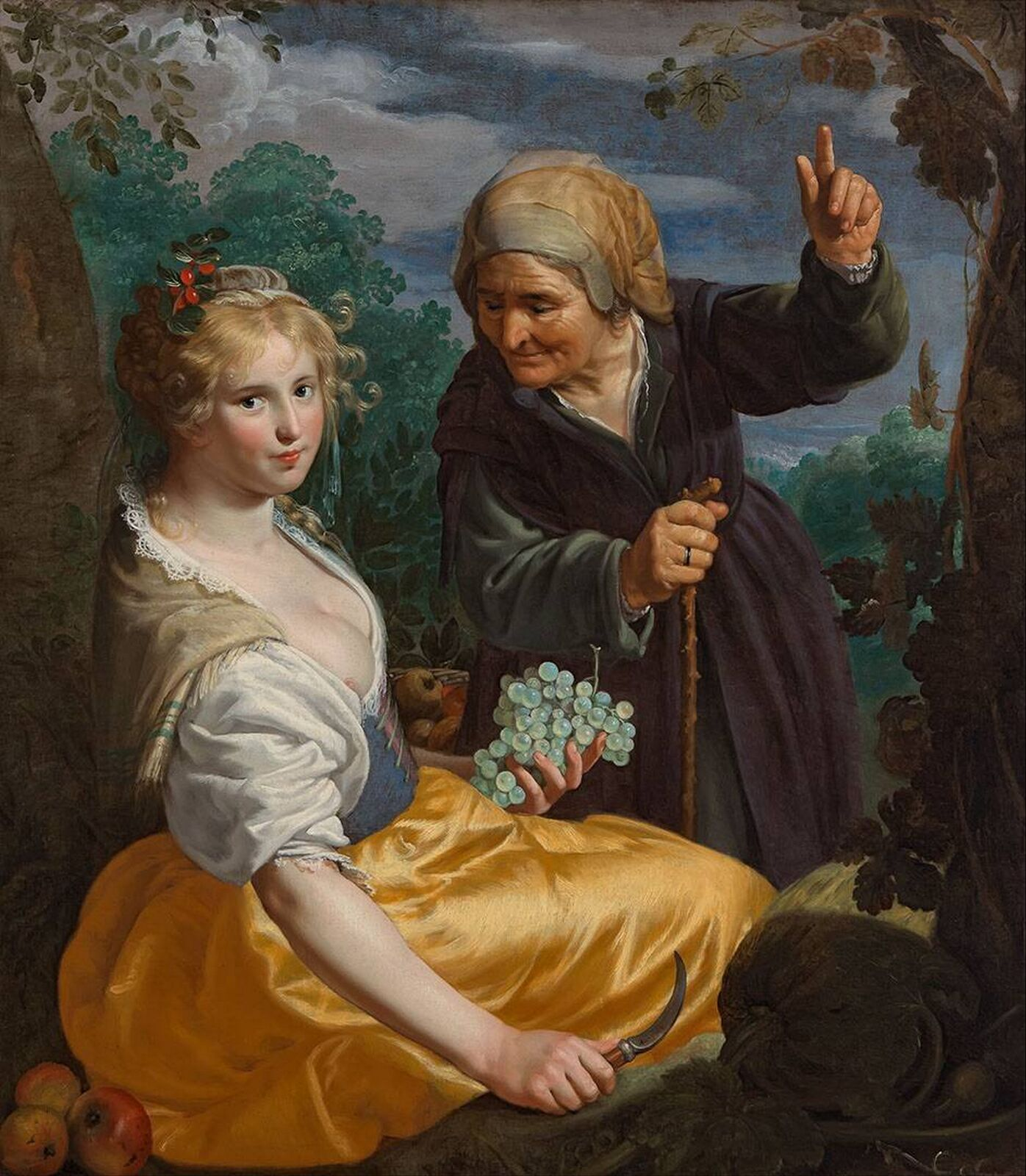
Вертумния и Помона (1630)
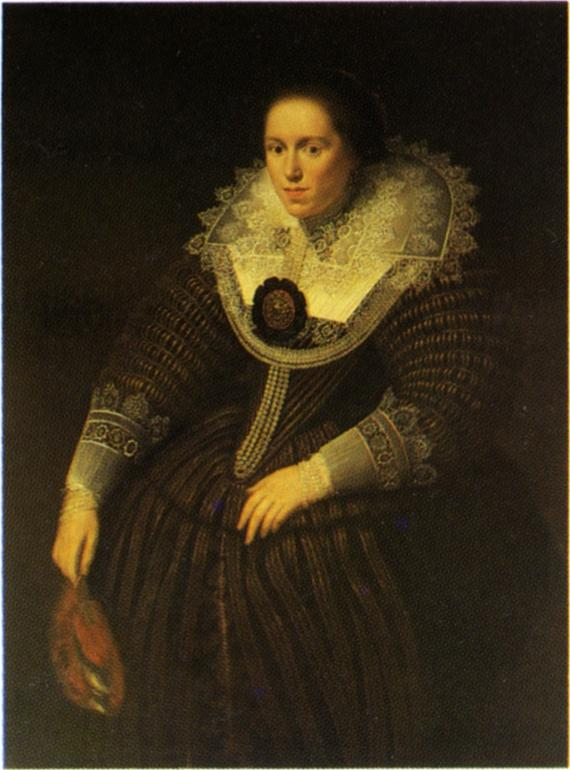
Портрет Эрементии ван Равенсвей, (1625)